# 郭正强
郭正强（1970年10月—），益阳市资阳区人，大学文化，1990年8月参加工作，1999年9月加入中国共产党。中华人民共和国政治人物。

## 生平
郭正强从长沙农业学校食品加工专业毕业后，历任益阳市资阳区农业局副局长、区政府扶贫开发办公室党组书记、主任。在任期间，因脱贫攻坚战中作出突出贡献，在2021年2月25日的全国脱贫攻坚总结表彰大会上，郭正强被授予“全国脱贫攻坚先进个人”荣誉称号。
2021年10月，当选为资阳区政协党组成员、副主席。